# Micropeza unca
Micropeza unca är en tvåvingeart som beskrevs av Merritt 1971. Micropeza unca ingår i släktet Micropeza och familjen skridflugor.
Artens utbredningsområde är Kalifornien. Inga underarter finns listade i Catalogue of Life.